# Aphanocephalus feae
Aphanocephalus feae is een keversoort uit de familie Discolomatidae. De wetenschappelijke naam van de soort is voor het eerst geldig gepubliceerd in 1900 door Dodero.